# Stamnodes danilovi
Stamnodes danilovi är en fjärilsart som beskrevs av Nicolas Grigorevich Erschoff 1877. Stamnodes danilovi ingår i släktet Stamnodes och familjen mätare. Inga underarter finns listade i Catalogue of Life.